# Charlotte Checkers
Charlotte Checkers je profesionální americký klub ledního hokeje, který sídlí v Charlotte ve státě Severní Karolína. Do AHL vstoupil v ročníku 2010/11 a hraje v Atlantické divizi v rámci Východní konference. Své domácí zápasy odehrává v hale Bojangles' Coliseum s kapacitou 8 600 diváků. Klubové barvy jsou červená, černá, stříbrná a bílá.
Své domácí zápasy hrají Checkers v tamní aréně Bojangles' Coliseum. Tým byl v letech 2010–2020 farmou účastníka NHL Carolina Hurricanes a v AHL nahradil Albany River Rats. Tým se stejným názvem i logem působil v letech 1993–2010 v ECHL, v sezoně 1995/96 dokonce soutěž vyhrál.  V roce 2019 získali Checkers Calderův pohár.
Spoluvytvořili rekord nejdelšího utkání historie soutěže, když prohráli devátého května 2018 ve 4. utkání 2. kola play off s Lehigh Valley Phantoms 2:1 brankou v čase 146:48.
Od roku 2020 jde o farmu Florida Panthers, ale ročník 2020/21 se klub rozhodl vynechat kvůli pandemii koronaviru.

## Úspěchy klubu
- Vítěz AHL - 1x (2018/19)
- Vítěz základní části - 1x (2018/19)
- Vítěz konference - 1x (2018/19)
- Vítěz divize - 1x (2018/19)

## Umístění v jednotlivých sezonách
Stručný přehled
Zdroj:
- 2010–2011: American Hockey League (Východní divize)
- 2011–2012: American Hockey League (Středovýchodní divize)
- 2012–2013: American Hockey League (Jižní divize)
- 2013–2015: American Hockey League (Západní divize)
- 2015–2017: American Hockey League (Centrální divize)
- 2017– : American Hockey League (Atlantická divize)

Jednotlivé ročníky
Zdroj:
Legenda: Z – zápasy, V – výhry, P – porážky, PP – porážky v prodloužení či na samostatné nájezdy, VG – vstřelené góly, OG – obdržené góly, B – body
| USA / Kanada (2010 – ) |                                                |                                                |                                                |                                                |                                                |                                                |                                                |                                                |                                                |                                                |
| Sezóny                 | Liga                                           | Úroveň                                         | Z                                              | V                                              | PP                                             | P                                              | VG                                             | OG                                             | B                                              | Pozice                                         |
| 2010/11                | AHL (Východní divize)                          | 2                                              | 80                                             | 44                                             | 9                                              | 27                                             | 265                                            | 243                                            | 97                                             | 3.                                             |
| 2011/12                | AHL (Středovýchodní divize)                    | 2                                              | 76                                             | 38                                             | 9                                              | 29                                             | 209                                            | 214                                            | 85                                             | 3.                                             |
| 2012/13                | AHL (Jižní divize)                             | 2                                              | 76                                             | 42                                             | 8                                              | 26                                             | 226                                            | 202                                            | 92                                             | 3.                                             |
| 2013/14                | AHL (Západní divize)                           | 2                                              | 76                                             | 37                                             | 3                                              | 36                                             | 228                                            | 241                                            | 77                                             | 3.                                             |
| 2014/15                | AHL (Západní divize)                           | 2                                              | 76                                             | 31                                             | 7                                              | 38                                             | 172                                            | 231                                            | 69                                             | 4.                                             |
| 2015/16                | AHL (Centrální divize)                         | 2                                              | 76                                             | 36                                             | 8                                              | 32                                             | 214                                            | 229                                            | 80                                             | 5.                                             |
| 2016/17                | AHL (Centrální divize)                         | 2                                              | 76                                             | 39                                             | 8                                              | 29                                             | 212                                            | 208                                            | 86                                             | 4.                                             |
| 2017/18                | AHL (Atlantická divize)                        | 2                                              | 76                                             | 46                                             | 4                                              | 26                                             | 262                                            | 212                                            | 96                                             | 3.                                             |
| 2018/19                | AHL (Atlantická divize)                        | 2                                              | 76                                             | 51                                             | 8                                              | 17                                             | 255                                            | 189                                            | 110                                            | 1.                                             |
| 2019/20                | AHL (Atlantická divize)                        | 2                                              | 61                                             | 34                                             | 5                                              | 22                                             | 202                                            | 172                                            | 73                                             | 3.                                             |
| 2020/21                | klub vynechal sezonu kvůli pandemii koronaviru | klub vynechal sezonu kvůli pandemii koronaviru | klub vynechal sezonu kvůli pandemii koronaviru | klub vynechal sezonu kvůli pandemii koronaviru | klub vynechal sezonu kvůli pandemii koronaviru | klub vynechal sezonu kvůli pandemii koronaviru | klub vynechal sezonu kvůli pandemii koronaviru | klub vynechal sezonu kvůli pandemii koronaviru | klub vynechal sezonu kvůli pandemii koronaviru | klub vynechal sezonu kvůli pandemii koronaviru |

### Play-off
| Sezona  | 1. kolo                                        | 2. kolo                                        | Finále konference                              | Finále Calder Cupu                             |
| ------- | ---------------------------------------------- | ---------------------------------------------- | ---------------------------------------------- | ---------------------------------------------- |
| 2010/11 | postup, 4-2, Hershey                           | postup, 4-2, Wilkes-Barre/Scranton             | porážka, 0-4, Binghamton                       | —                                              |
| 2011/12 | mužstvo se nekvalifikovalo                     | mužstvo se nekvalifikovalo                     | mužstvo se nekvalifikovalo                     | mužstvo se nekvalifikovalo                     |
| 2012/13 | porážka, 2-3, Oklahoma City                    | —                                              | —                                              | —                                              |
| 2013/14 | mužstvo se nekvalifikovalo                     | mužstvo se nekvalifikovalo                     | mužstvo se nekvalifikovalo                     | mužstvo se nekvalifikovalo                     |
| 2014/15 | mužstvo se nekvalifikovalo                     | mužstvo se nekvalifikovalo                     | mužstvo se nekvalifikovalo                     | mužstvo se nekvalifikovalo                     |
| 2015/16 | mužstvo se nekvalifikovalo                     | mužstvo se nekvalifikovalo                     | mužstvo se nekvalifikovalo                     | mužstvo se nekvalifikovalo                     |
| 2016/17 | porážka, 2-3, Chicago                          | —                                              | —                                              | —                                              |
| 2017/18 | postup, 3—0, Wilkes-Barre/Scranton             | porážka, 1—4, Lehigh Valley                    | —                                              | —                                              |
| 2018/19 | postup, 3-1, Providence                        | postup, 4-0, Hershey                           | postup, 4-2, Toronto                           | Finále AHL, 4-1, Chicago                       |
| 2019/20 | sezona nedohrána kvůli pandemii koronaviru     | sezona nedohrána kvůli pandemii koronaviru     | sezona nedohrána kvůli pandemii koronaviru     | sezona nedohrána kvůli pandemii koronaviru     |
| 2020/21 | klub vynechal sezonu kvůli pandemii koronaviru | klub vynechal sezonu kvůli pandemii koronaviru | klub vynechal sezonu kvůli pandemii koronaviru | klub vynechal sezonu kvůli pandemii koronaviru |

## Vítězové Calder cupu 2018/2019
Jake Bean, Clark Bishop, Patrick Brown, Trevor Carrick, Josiah Didier, Haydn Fleury, Julien Gauthier, Morgan Geekie, Tomáš Jurčo, Steven Lorentz, Stelio Mattheos, Roland McKeown, Zach Nastasiuk, Martin Nečas, Andrew Poturalski, Jacob Pritchard, Dan Renouf, Dennis Robertson, Nicolas Roy, Aleksi Saarela, Bobby Sanguinetti, Nick Schilkey, Jesper Sellgren, Jeremy Helvig (B), Alex Nedeljkovic (B), Dustin Tokarski (B)

## Klubové rekordy

### Za sezonu
Góly: 36, Zach Boychuk (2013/14)
Asistence: 47, Andrew Poturalski (2018/19)
Body: 74, Zach Boychuk (2013/14)
Trestné minuty: 229, Zack Fitzgerald (2010/11)
Průměr obdržených branek (min. 25 utkání) : 2.26, Alex Nedeljkovic (2018/19)
Procento úspěšnosti zákroků (min. 25 utkání) : .921, Justin Peters (2012/13)
Čistá konta: 6, Justin Peters (2012/13)
Vychytaná vítězství: 34, Alex Nedeljkovic (2018/19)
Odehrané zápasy: 80, Chris Terry (2010/11)

### Celkové
Góly: 123, Zach Boychuk
Asistence: 152, Zach Boychuk
Body: 275, Zach Boychuk
Trestné minuty: 439, Nicolas Blanchard
Čistá konta: 13, Alex Nedeljkovic
Vychytaná vítězství: 81, Alex Nedeljkovic
Odehrané zápasy: 347, Trevor Carrick